# Adrien Pouliot
Pour les articles homonymes, voir Pouliot.
Ne doit pas être confondu avec Adrien D. Pouliot.
Adrien Pouliot (né le 4 janvier 1896 à l'Île d'Orléans et mort le 10 mars 1980  à Québec) est un ingénieur et un mathématicien québécois.

## Biographie
Adrien Pouliot est l'ainé de la famille de douze enfants d'Alvina Larochelle et de Jean-Baptiste Pouliot. Il est issu d'une famille de marins ayant exercé le métier de pilote sur le Fleuve Saint-Laurent; ce fut le cas de sont père, grand-père et arrière-grand-père, sans compter plusieurs autres membres de sa famille. « Depuis 300 ans, on était marin dans la famille du côté maternel et paternel. Mon père possédait mieux que tout autre l'art d'accoster au quai ».

## Œuvre académique
Ancien du petit Séminaire de Québec, il est diplômé en génie civil de l'École polytechnique de Montréal. Il a étudié entre autres à la Sorbonne et à l'université de Chicago. Il a commencé à enseigner à l'Université Laval en 1922.
En 1924, il fonde la Société de mathématiques de Québec, et il en sera le premier président. Dès l'année suivante, elle compte 75 membres. L'année 1924 sera aussi intellectuellement marquante pour lui, car, délégué par son université au Congrès international de mathématiques tenu à Toronto, il y fait la rencontre du physicien et chimiste néo-zélandais Ernest Rutherford, et du physicien danois Nils Bohr : « En 1921, à Laval, on ne connaissait rien sur les mathématiques de niveau universitaire, c'était le zéro absolu. J'ai établi au cours de ce congrès des contacts très précieux. » 
En 1920, le gouvernement québécois instaure au programme de bourses d'études à l'étranger, dont les récipiendaires seront connus sur le vocable de boursiers d'Europe. Guy Frégault, Jeanne Lapointe, Hubert Aquin et Adrien Pouliot seront des 640 boursiers du programme. De 1926 à 1929, on le retrouve donc sur les bancs de la Sorbonne où il y obtiendra une licence ès mathématiques, une première chez les canadiens français. Intellectuel intéressé par la culture, il y rencontrera non seulement des mathématiciens comme Paul Painlevé et Émile Picard, mais aussi les Paul Valéry, René Bazin et Paul Claudel. 
En 1939, il est nommé directeur du Département de mathématiques pures et appliquées tout naissant. L'année suivante, il occupera le poste de doyen de la Faculté des sciences de cette université.

## Polémiste et organisateur
En 1919, alors qu'il donne des leçons de mathématiques au couvent de Sillery, le jeune homme se joint à la sœur de Marie-Victorin, Mère Marie des Anges, pour défendre le droit des femmes à l'accès à l'enseignement supérieur. Le combat mené à la religieuse visait à permettre l'accès au baccalauréat afin que les femmes puissent ainsi avoir accès au cours classique. L'Université Laval s'y opposait.

## Autres activités
Il a été président de la Corporation des ingénieurs professionnels du Québec, président de la Société des mathématiques du Canada, gouverneur et vice-président de la Société Radio-Canada et président du Cercle universitaire de Québec.

## Honneurs
- 1948 - Prix de la langue-française de l’Académie française
- 1955 - Prix Acfas Urgel-Archambault
- 1970 - Médaille Gloire de l'Escolle
- 1972 -  Compagnon de l'Ordre du Canada[11]
- 1983 - Membre de l'Ordre des francophones d'Amérique
- Chevalier de la Légion d'honneur
- Lauréat de l'Académie française
- Commandeur de l'Ordre latin
- Médaillé d'honneur des universités de Pise, Turin, Bruxelles et Liège.
- Doctorats honorifiques des universités d'Ottawa, Laval, Montréal, Moncton, Poitiers, Rennes et Milan, en droit, en sciences appliquées, en philosophie et en lettres.
- 2000 : le Prix Acfas Adrien-Pouliot, dédié à une personne réalisant des travaux de recherche en collaboration avec la France, est nommé en son honneur.

### Ville de Québec
- Le Pavillon Adrien-Pouliot de la faculté des sciences et génie de l'Université Laval a été nommé en son honneur.
- Une passerelle porte son nom pour traverser l'autoroute laurentienne au centre-ville de Québec (Ville).
- Une rue porte son nom à Québec[12].

## Liens de parenté
- Père de l'ancien homme d'affaires Jean Adélard Pouliot
- Grand-père d'Adrien D. Pouliot, homme d'affaires, Chef du Parti Conservateur du Québec

## Autres références
- Danielle Ouellet, Adrien Pouliot, un homme en avance sur son temps, Boréal, 1986.